# Ануйське
Ануйське (рос. Ануйское) — село у складі Смоленського району Алтайського краю, Росія. Адміністративний центр Ануйської сільської ради.

## Населення
Населення — 848 осіб (2010; 1013 у 2002).
Національний склад (станом на 2002 рік):
- росіяни — 95 %